# Journal of the History of Ideas
Il Journal of the History of Ideas è una rivista accademica trimestrale statunitense di storia della filosofia, dell'arte, della letteratura, delle scienze naturali e sociali, della religione e del pensiero politico, sottoposta a revisione paritaria.
Fondata nel 1940 da Arthur Oncken Lovejoy e Philip P. Wiener, fino al 2006 fu pubblicata a cura della University of Pennsylvania Press e copre la storia intellettuale e delle idee a livello globale. Oltre alla versione a stampa, i numeri sono disponibili in formato elettronico anche su Project MUSE e JSTOR.
Dal 2015 la Rivista è completata da un blog che pubblica brevi articoli e interviste legate alla storia intellettuale.
Tra gli ex redattori più illustri si ricordano: Arthur Lovejoy, John Herman Randall, Paul Oskar Kristeller, Philip P. Wiener, Donald Kelley e Anthony Grafton.
La rivista è indicizzata da:
- America: History and Life
- Annual Bibliography of English Language and Literature
- Arts and Humanities Citation Index
- Bibliography of the History of Art
- CSA Worldwide Political Science Abstracts
- Current Contents/Arts & Humanities
- Historical Abstracts
- International Bibliography of the Social Sciences
- L'Année Philologique
- MLA International Bibliography
- Philosopher's Index
- RILM Abstracts of Music Literature